# 프리호르몬
프리호르몬(영어: prehormone)은 샘 조직에서 분비되는 생화학적 물질로, 생물학적 활성이 미미하거나 유의미하지 않지만, 말초 조직에서 활성 호르몬으로 전환된다. 칼시페다이올은 간에서 비타민 D3(콜레칼시페롤)의 하이드록실화에 의해 생성되는 프리호르몬의 한 예이다. 또 다른 예는 테스토스테론과 다이하이드로테스토스테론으로 전환될 수 있는 다이하이드로에피안드로스테론과 안드로스텐다이올과 같은 부신 안드로겐이다.

## 같이 보기
- 프로호르몬
- 프리프로호르몬
- 프로펩타이드